# Darmstadt-Weststadt

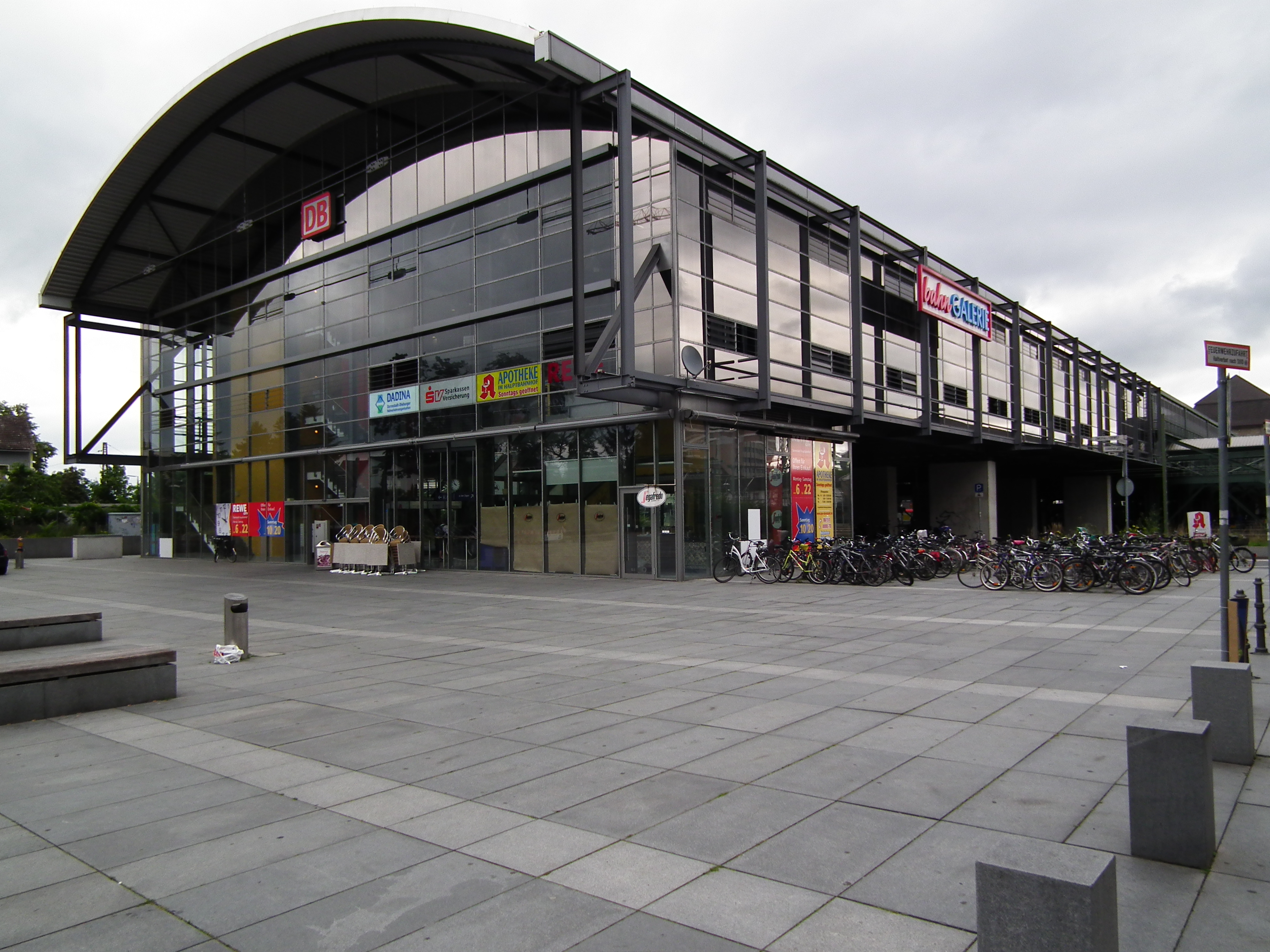
Bahngalerie am Hauptbahnhof

Die Weststadt, nicht zu verwechseln mit Darmstadt-West, ist ein Gebiet in Darmstadt, welches an die Kernstadt anschließt und sich im Norden bis zur Firma Merck und im Süden bis zur Eschollbrücker Straße ausweitet. Dieses Gebiet wird auch als „westlicher Arbeitsstättengürtel“ bezeichnet.
Die Stadt Darmstadt definiert 9 Stadtteile, siehe Liste der Stadtteile von Darmstadt. Als Stadtteil ist die Weststadt nicht definiert, sondern nur der Stadtteil West
, der ein anderes Gebiet umfasst.
Das Gebiet umfasst mit der oben genannten Definition wahrscheinlich (ist nicht genauer definiert) die Bezirke Waldkolonie (mit Europaviertel), Mornewegviertel, Pallaswiesenviertel, Am Kavalleriesand und das Verlegerviertel, welche sich in den Stadtteilen Nord und West befinden. Der Hauptbahnhof bildet damit das Zentrum der Weststadt.

## Stadtentwicklung Weststadt
Das Projekt Weststadt beschreibt den Prozess der Restrukturierung in der Weststadt, der durch freigewordene Flächen möglich wurde. "Aus dem heterogenen
Mischgebiet soll ein attraktiver, urbaner Standort für Gewerbe, Wohnen und Kultur
werden, in dem eine große Zahl von Arbeitsplätzen und Einwohner angesiedelt werden
kann".
Als Teil dieses Prozesses ist das Europaviertel auf dem ehemaligen Bosch Areal entstanden. Die Erweiterung des Hauptbahnhofs im Jahr 2000 sorgte für einen Zugang auf der Westseite des Hauptbahnhofs und so zu einer besseren Verkehrsanbindung mit öffentlichen Verkehrsmitteln.
Die Weststadt wurde im Erläuterungsbericht zum Flächennutzungsplan 2006 der Stadt Darmstadt als Schwerpunkt der Stadtentwicklung beschrieben.

## Geschichte
Die Entwicklung im Gebiet der Weststadt begann Ende des 19. Jahrhunderts. Entlang der Bahngleise, die 1912 mit dem Hauptbahnhof vom Steubenplatz nach Westen verlagert wurden, siedelten sich Industrie- und Gewerbebetriebe, Kasernen, Verlage, Forschungs- und Bildungseinrichtungen an. Vereinzelt entstanden auch Wohnquartiere. Das über einen Zeitraum von ungefähr 100 Jahren gewachsene Gebiet entwickelte sich zum größten Arbeitsstättenschwerpunkt für Darmstadt und die Region.

## Gegenwart
In Darmstadts Weststadt ist seit einigen Jahren ein Strukturwandel im Gange, der vor allem unter dem Darmstädter Oberbürgermeister Peter Benz (im Amt bis 2005) zum Fokus der Stadtentwicklung gemacht wurde. Der bislang vorwiegend gewerblich geprägte Stadtteil entwickelt sich zunehmend zu einem Stadtraum für Gewerbe, Wohnen und Kultur. 30.000 Menschen haben hier ihren Arbeitsplatz, 12.000 leben hier. Die Bruttowertschöpfung in der Weststadt liegt bei etwa 2,5 Milliarden Euro pro Jahr. Ansiedlungen sind besonders im europäischen Viertel (Europahaus, Atrium-Office, T-Online) zu verbuchen. Das Umfeld der Drehscheibe Hauptbahnhof wurde ausgebaut und modernisiert. Neue Wohnquartiere wurden ausgewiesen und bestehende erweitert.